# NGC 6703
NGC 6703 في الفهرس العام الجديد، هي مجرة، تقع في كوكبة القيثارة. اكتشفت في 4 سبتمبر 1863 بواسطة هاينريش لويس دريست.

## روابط خارجية
- NGC 6703 على موقع ويكي سكاي: DSS2, SDSS, GALEX, IRAS, Hydrogen α, X-Ray, Astrophoto, Sky Map, Articles and images